# Saint-Hymer
Saint-Hymer és un municipi francès situat al departament de Calvados i a la regió de Normandia. L'any 2007 tenia 681 habitants.

## Demografia

### Població
El 2007 la població de fet de Saint-Hymer era de 681 persones. Hi havia 236 famílies de les quals 40 eren unipersonals (8 homes vivint sols i 32 dones vivint soles), 92 parelles sense fills, 88 parelles amb fills i 16 famílies monoparentals amb fills.
La població ha evolucionat segons el següent gràfic:
Habitants censats

### Habitatges
El 2007 hi havia 349 habitatges, 238 eren l'habitatge principal de la família, 92 eren segones residències i 19 estaven desocupats. 341 eren cases i 5 eren apartaments. Dels 238 habitatges principals, 188 estaven ocupats pels seus propietaris, 35 estaven llogats i ocupats pels llogaters i 15 estaven cedits a títol gratuït; 1 tenia una cambra, 9 en tenien dues, 29 en tenien tres, 56 en tenien quatre i 143 en tenien cinc o més. 202 habitatges disposaven pel capbaix d'una plaça de pàrquing. A 105 habitatges hi havia un automòbil i a 123 n'hi havia dos o més.

### Piràmide de població
La piràmide de població per edats i sexe el 2009 era:
| Homes | Edats   | Dones |
| ----- | ------- | ----- |
| 0     | 95 o +  | 0     |
| 0     | 90 a 94 | 0     |
| 4     | 85 a 89 | 0     |
| 4     | 80 a 84 | 20    |
| 8     | 75 a 79 | 0     |
| 4     | 70 a 74 | 12    |
| 36    | 65 a 69 | 8     |
| 8     | 60 a 64 | 12    |
| 24    | 55 a 59 | 20    |
| 40    | 50 a 54 | 28    |
| 24    | 45 a 49 | 36    |
| 16    | 40 a 44 | 28    |
| 24    | 35 a 39 | 20    |
| 20    | 30 a 34 | 24    |
| 20    | 25 a 29 | 24    |
| 12    | 20 a 24 | 0     |
| 16    | 15 a 19 | 24    |
| 24    | 10 a 14 | 24    |
| 24    | 5 a 9   | 32    |
| 12    | 0 a 4   | 32    |

## Economia
El 2007 la població en edat de treballar era de 439 persones, 308 eren actives i 131 eren inactives. De les 308 persones actives 292 estaven ocupades (157 homes i 135 dones) i 16 estaven aturades (10 homes i 6 dones). De les 131 persones inactives 52 estaven jubilades, 25 estaven estudiant i 54 estaven classificades com a «altres inactius».

### Ingressos
El 2009 a Saint-Hymer hi havia 240 unitats fiscals que integraven 657 persones, la mediana anual d'ingressos fiscals per persona era de 19.915 €.

### Activitats econòmiques
Dels 31 establiments que hi havia el 2007, 1 era d'una empresa de fabricació d'altres productes industrials, 12 d'empreses de construcció, 2 d'empreses de comerç i reparació d'automòbils, 1 d'una empresa d'hostatgeria i restauració, 1 d'una empresa financera, 2 d'empreses immobiliàries, 9 d'empreses de serveis i 3 d'empreses classificades com a «altres activitats de serveis».
Dels 15 establiments de servei als particulars que hi havia el 2009, 1 era un taller de reparació d'automòbils i de material agrícola, 2 paletes, 3 guixaires pintors, 2 fusteries, 3 electricistes, 1 empresa de construcció, 2 perruqueries i 1 restaurant.
L'any 2000 a Saint-Hymer hi havia 18 explotacions agrícoles que ocupaven un total de 522 hectàrees.

## Equipaments sanitaris i escolars
El 2009 hi havia una escola elemental integrada dins d'un grup escolar amb les comunes properes formant una escola dispersa.

## Poblacions més properes
El següent diagrama mostra les poblacions més properes.